# Vitagora
 (décembre 2015).
Vitagora est le pôle de compétitivité « Goût-Nutrition-Santé » de la Bourgogne, de la Franche-Comté et de l'Île-de-France. Il est labellisé par la DIACT depuis juillet 2005. Il a pour objectif d'accompagner ses acteurs du secteur agroalimentaire dans leurs projets d'innovation (recherche de partenaires, montage de projet, recherche de financements...).
71 Pôles de Compétitivité ont été labellisés, dont 13 du secteur agroalimentaire. Parmi ces derniers, Vitagora est le seul pôle qui traite l’aspect Goût-Sensorialité. La stratégie prônée par Vitagora est de placer le « consommateur » au cœur du processus scientifique industriel avec pour objectif de développer des produits alimentaires qui répondent aux besoins nutritionnels et attentes organoleptiques du consommateur. Vitagora guide ainsi ses acteurs vers une alimentation durable au service du bien-être des consommateurs.
Trois domaines d'action stratégiques ont été identifiés par le pôle pour sous-tendre ce positionnement :
- La préservation de l'environnement
- La préservation du capital santé
- Le développement du plaisir gustatif

Fin décembre 2015, le portefeuille projets du pôle contenait 161 projets d'innovation collaborative labellisés. Un total de 28 projets « industriels » du pôle ont été agréés par le FUI (Fonds Unique Interministériel).
Vitagora organise annuellement à Dijon le Congrès International Gout-Nutrition-Santé, pour permettre aux experts du monde entier, à la fois des mondes industriel et de la recherche, de se retrouver et d'échanger sur des thématiques liées au goût, à la nutrition, et à la santé.